# Arenostola unicolor
Arenostola unicolor là một loài bướm đêm trong họ Noctuidae.